# Тобиас, Герт и Уве
Близнецы Герт и Уве Тобиас (нем. Gert & Uwe Tobias; род. 1973, Брашов, Румыния, живут и работают в Кёльне, Германия) — современные художники, работают в паре.

## Образование
- 2004: Scholarship Peter Mertens, Bonner Kunstverein, Bonn
- 1998—2002: Hochschule für Bildende Künste, Брауншвейг

## Творчество
Румынские братья-близнецы создают масштабные живописные работы и скульптурные композиции. Герт и Уве Тобиас используют архаичную технику гравюры на дереве, они делают работы большого формата, для печати которых требуется составить несколько деревянных блоков. Многие произведения абстрактны и декоративны. Иногда братья используют мифологию и историю родной Трансильвании как источники вдохновения. Помимо этого, в творчестве братьев чувствуется влияние современного графического дизайна, древней керамики, голливудских фильмов ужасов.

## Персональные выставки
- 2009: Franz Gertsch Museum, Burgdorf;
- 2009: Kunsthalle Wien Projectspace, Вена
- 2009: Galerie Rodolphe Janssen, Брюссель
- 2009: Griffelkunstvereinigung Hamburg St Pauli, Гамбург
- 2009: La Conservera, Ceuti/Murcia
- 2009: The Breeder, Афины
- 2008: Kunstmuseum Bonn, Бонн
- 2008: Team Gallery, Нью-Йорк
- 2008: Kunsthalle Emden, Emden
- 2007: Projects 86. Museum of Modern Art, Нью-Йорк
- 2007: Utstillingsplakate. Bergen Kunsthalle, gallery No. 5, Bergen
- 2007: If you build it, they will come. Brukenthal Museum, Sibiu (Hermannstadt)
- 2007: Wohin der Hase läuft. Galerie Michael Janssen, Берлин
- 2007: Nichts brennt an, nichts kocht über. Kunstverein Heilbronn, Heilbronn
- 2007: Die Hora nimmt kein Ende. Sprüth Magers Projekte, Мюнхен
- 2006: Galerie Rodolphe Janssen, Брюссель
- 2006: Galerie Michael Janssen, Кёльн
- 2006: Galerie Krinzinger, Вена
- 2005: Peter Mertens Stipendium 2004. Bonner Kunstverein, Бонн
- 2005: Galerie Eva Winkeler, Франкфурт
- 2005: The Breeder, Афины
- 2004: In eigener Sache — oder noch etwas Kaffee noch etwas Milch. Kunstgruppe e.V., Кёльн
- 2004: Come and see before the tourists will do. The mystery of Transylvania. Galerie Michael Janssen, Кёльн
- 2003: Schnitt Ausstellungsraum, Cologne
- 2003: Zurück nach vorwärts zu. Kunstrasen. Das Kuratorenfeld, Дюссельдорф

## Награды
- 2007: Cologne Fine Art Preis, Bundesverband deutscher Galerie und Editionen
- 2007: HAP-Grieshaber-Preis der VG Bild-Kunst, Bonn
- 2007: Kunstpreis Deutscher Kunstverleger e.V., Frankfurt a. M.
- 2004: Peter Mertes Stipendium, Bonn